# ورزشگاه لس کورتس

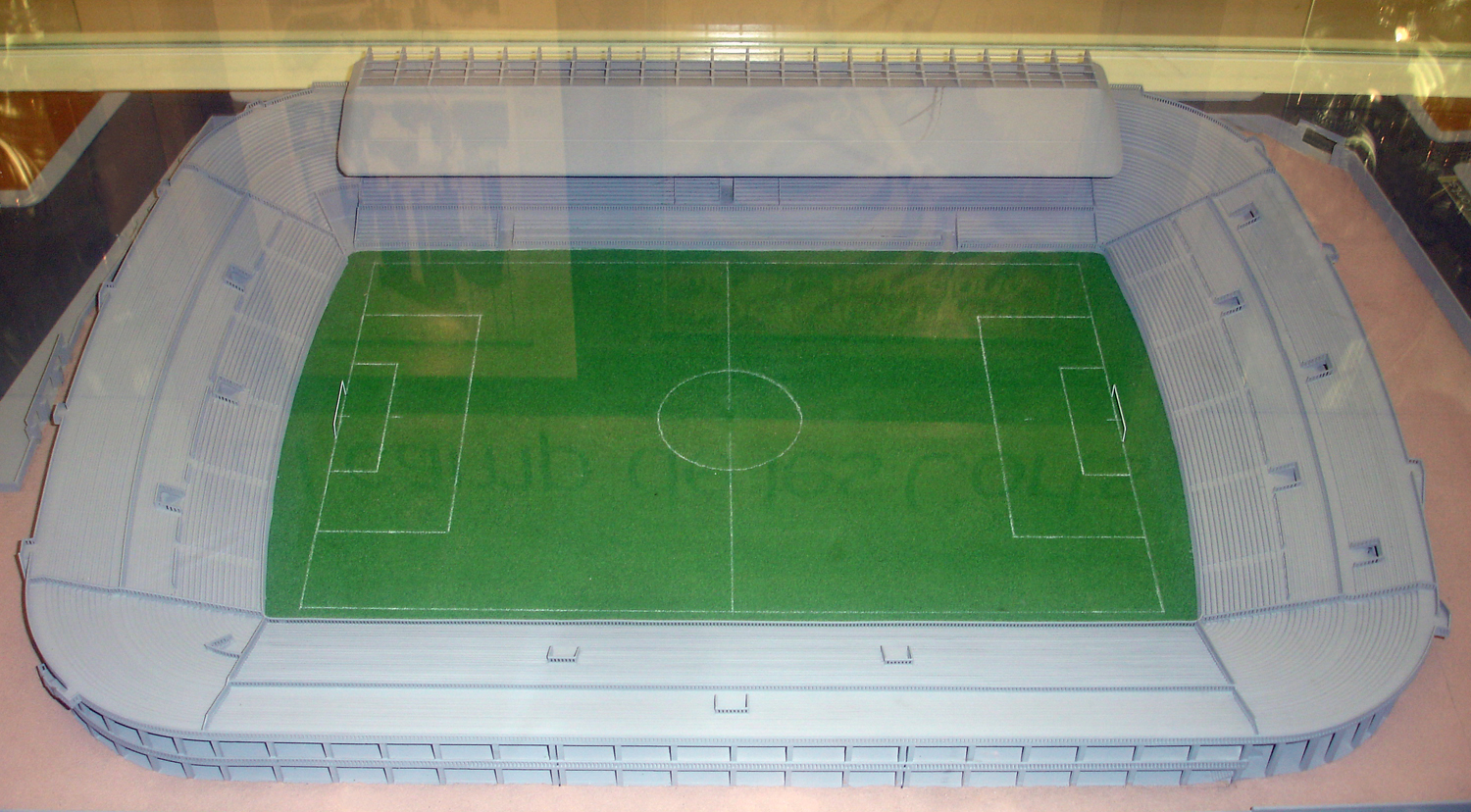
ماکت ورزشگاه در موزه باشگاه فوتبال بارسلونا

ورزشگاه لس کورتس (به اسپانیایی: Camp de Les Corts) که معمولاً لس کورتس شناخته می‌شود ورزشگاهی در بارسلونا، اسپانیا بود. پیش از نقل مکان باشگاه فوتبال بارسلونا در سال ۱۹۵۷ به نیوکمپ، لس کورتس زمین خانگی بارسا بود. در سال ۱۹۲۲ ظرفیت ورزشگاه ۲۰ هزار نفر بود و پس از بازسازی و گسترش آخرین ظرفیت آن ۶۰ هزار نفر بود.